# 广东两极虫
广东两极虫（学名：Myxidium kwangtungensis）为两极科两极虫属的动物。在中国，分布于广东等，营寄生生活，寄生在条纹二须鲃的胆囊。